# Az RB Leipzig 2022–2023-as szezonja
Ez a szócikk az RB Leipzig 2022–2023-as szezonjáról szól, mely sorozatban a 7. idénye a német első osztályban, fennállásának pedig a 14 idénye. Az előző szezon negyedikeként és kupagyőzteseként a hazai bajnokság mellett a német kupában, a német szuperkupában és a bajnokok ligájában indulhat. 2022. augusztus 7-én kezdődött és 2023. május 27-én fog majd véget érni. Ez az első alkalom amikor egy világ esemény megszakítja a bajnokságot.

## Mezek
Gyártó: Nike
mezszponzor: Red Bull
| Hazai | Vendég | Vendég |

## Tabella
| Hely. | Csapat            | M  | Gy | D | V | G+ | G– | Gk  | P  | Továbbjutás vagy kiesés    |
| ----- | ----------------- | -- | -- | - | - | -- | -- | --- | -- | -------------------------- |
| 1.    | Bayern MünchenCV  | 34 | 21 | 8 | 5 | 92 | 38 | +54 | 71 | Bajnokok Ligája–csoportkör |
| 2.    | Borussia Dortmund | 34 | 22 | 5 | 7 | 83 | 44 | +39 | 71 | Bajnokok Ligája–csoportkör |
| 3.    | RB Leipzig        | 34 | 20 | 6 | 8 | 64 | 41 | +23 | 66 | Bajnokok Ligája–csoportkör |
| 4.    | Union Berlin      | 34 | 18 | 8 | 8 | 51 | 38 | +13 | 62 | Bajnokok Ligája–csoportkör |
| 5.    | SC Freiburg       | 34 | 17 | 8 | 9 | 51 | 44 | +7  | 59 | Európa-liga–csoportkör     |

## Felkészülési és barátságos mérkőzések
| 2022. július 16. 14:00, Barátságos |

| RB Leipzig                           | 3 – 1           | Southampton               |
| ------------------------------------ | --------------- | ------------------------- |
| Angeliño 54' Forsberg 67' Moriba 90' | (–) Jegyzőkönyv | 2' Bednarek 64' Armstrong |

| Lavanttal-Arena, Wolfsberg, Ausztria Nézőszám: 917 |

| 2022. július 21. 19:15, Barátságos |

| RB Leipzig | 0 – 5           | Liverpool                                     |
| ---------- | --------------- | --------------------------------------------- |
|            | (–) Jegyzőkönyv | 8' Szaláh 48' (11-esből), 51', 68', 89' Núñez |

| Red Bull Arena, Lipcse Nézőszám: 47 069 Játékvezető: Felix Zwayer (német) |

| 2022. november 25. 14:00, Barátságos |

| RB Leipzig                                                      | 6 – 0           | Radomiak Radom |
| --------------------------------------------------------------- | --------------- | -------------- |
| Laimer 32' Szoboszlai 43', 72' Kohl 65' Schierack 86' Sokół 90' | (–) Jegyzőkönyv |                |

| edzőközpont, Lipcse, Németország Nézőszám: 423 |

| 2022. december 02. 14:00, Barátságos |

| RB Leipzig               | 2 – 1           | Horsens                |
| ------------------------ | --------------- | ---------------------- |
| Haidara 36' Henrichs 74' | (–) Jegyzőkönyv | 6' Jacobsen 26' Gemmer |

| edzőközpont, Lipcse, Németország Nézőszám: 455 Játékvezető: Steven Greif (német) |

## Bundesliga
Győzelem
      Döntetlen
      Vereség
| Forduló | Ellenfél                 | H/V | Eredmény |
| ------- | ------------------------ | --- | -------- |
| 1       | VfB Stuttgart            | V   | 1–1      |
| 2       | 1. FC Köln               | H   | 2–2      |
| 3       | Union Berlin             | V   | 2–1      |
| 4       | VfL Wolfsburg            | H   | 2–0      |
| 5       | Eintracht Frankfurt      | V   | 4–0      |
| 6       | Borussia Dortmund        | H   | 3–0      |
| 7       | Borussia Mönchengladbach | V   | 3–0      |
| 8       | VfL Bochum               | H   | 4–0      |
| 9       | Mainz 05                 | V   | 1–1      |
| 10      | Hertha BSC               | H   | 3–2      |
| 11      | FC Augsburg              | V   | 3–3      |
| 12      | Bayer Leverkusen         | H   | 2–0      |
| 13      | 1899 Hoffenheim          | V   | 1–3      |
| 14      | SC Freiburg              | H   | 3–1      |
| 15      | Werder Bremen            | V   | 1–2      |
| 16      | Bayern München           | H   | 1–1      |
| 17      | Schalke 04               | V   | 1–6      |

| Forduló | Ellenfél                 | H/V | Eredmény |
| ------- | ------------------------ | --- | -------- |
| 18      | VfB Stuttgart            | H   | 2–1      |
| 19      | 1. FC Köln               | V   | 0–0      |
| 20      | Union Berlin             | H   | 1–2      |
| 21      | VfL Wolfsburg            | V   | 0–3      |
| 22      | Eintracht Frankfurt      | H   | 2–1      |
| 23      | Borussia Dortmund        | V   | 2–1      |
| 24      | Borussia Mönchengladbach | H   | 3–0      |
| 25      | VfL Bochum               | V   | 1–0      |
| 26      | Mainz 05                 | H   | 0–3      |
| 27      | Hertha BSC               | V   | 0–1      |
| 28      | FC Augsburg              | H   | 3–2      |
| 29      | Bayer Leverkusen         | V   | 2–0      |
| 30      | 1899 Hoffenheim          | H   | 1–0      |
| 31      | SC Freiburg              | V   | 0–1      |
| 32      | Werder Bremen            | H   | 2–1      |
| 33      | Bayern München           | V   | 1–3      |
| 34      | Schalke 04               | H   | 4–2      |

## Német kupa (DFB-Pokal)
| 2022. augusztus 30. 20:46, 1. forduló |

| Teutonia Ottensen | 0 – 8               | RB Leipzig                                                           |
| ----------------- | ------------------- | -------------------------------------------------------------------- |
| Łukowicz          | (0 – 4) Jegyzőkönyv | 19', 20', 43' Werner 40', 53' Silva 56' Forsberg 77' Nkunku 80' Olmo |

| Red Bull Arena, Lipcse Nézőszám: 13 084 Játékvezető: Harm Osmers (német) |

| 2022. október 18., 2. forduló 18:00 |

| RB Leipzig                                                   | 4 – 0               | Hamburger                          |
| ------------------------------------------------------------ | ------------------- | ---------------------------------- |
| Poulsen 33', 36' Henrichs 39', 81' Simakan 45', 69' Raum 71' | (2 – 0) Jegyzőkönyv | 15' Muheim 41' Meffert 85' Bilbija |

| Red Bull Arena, Lipcse, Németország Nézőszám: 44 787 Játékvezető: Benjamin Cortus (német) |

| 2023. február 1. 18:00 |

| RB Leipzig | –               | Hoffenheim |
| ---------- | --------------- | ---------- |
|            | (–) Jegyzőkönyv |            |

| Red Bull Arena, Lipcse, Németország |

## Német szuperkupa
| 2022. július 30. 20:30 CEST | RB Leipzig                                     | 3–5         | Bayern München                                        | Red Bull Aréna, Lipcse Nézőszám: 47069 Játékvezető: Robert Schröder |
| 2022. július 30. 20:30 CEST | Halstenberg 59' Nkunku 77' (11-esből) Olmo 89' | Statisztika | Musiala 14' Mané 31' Pavard 45' Gnabry 66' Sané 90+8' | Red Bull Aréna, Lipcse Nézőszám: 47069 Játékvezető: Robert Schröder |

| RB Leipzig | Bayern München |

| GK               | 1  | Gulácsi Péter (c)  |       |       |
| CB               | 2  | Mohamed Simakan    | 36'   | 79'   |
| CB               | 4  | Willi Orbán        |       |       |
| CB               | 23 | Marcel Halstenberg |       |       |
| RM               | 16 | Lukas Klostermann  | 90+2' |       |
| CM               | 27 | Konrad Laimer      |       |       |
| CM               | 44 | Kevin Kampl        |       | 52'   |
| LM               | 39 | Benjamin Henrichs  |       |       |
| RW               | 17 | Szoboszlai Dominik |       | 90+1' |
| LW               | 10 | Emil Forsberg      |       | 52'   |
| CF               | 18 | Christopher Nkunku |       |       |
| Cserék:          |    |                    |       |       |
| GK               | 21 | Janis Blaswich     |       |       |
| DF               | 25 | Sanoussy Ba        |       |       |
| MF               | 7  | Dani Olmo          |       | 52'   |
| MF               | 8  | Amadou Haidara     |       | 90+1' |
| MF               | 24 | Xaver Schlager     |       |       |
| MF               | 38 | Hugo Novoa         |       | 79'   |
| FW               | 19 | André Silva        |       | 52'   |
| Vezetőedző:      |    |                    |       |       |
| Domenico Tedesco |    |                    |       |       |

| GK                | 1  | Manuel Neuer (c)  | 90+7' |     |
| RB                | 5  | Benjamin Pavard   |       | 78' |
| CB                | 2  | Dayot Upamecano   |       | 78' |
| CB                | 21 | Lucas Hernández   | 73'   |     |
| LB                | 19 | Alphonso Davies   |       |     |
| CM                | 6  | Joshua Kimmich    | 64'   |     |
| CM                | 18 | Marcel Sabitzer   |       |     |
| RM                | 25 | Thomas Müller     |       | 68' |
| LM                | 42 | Jamal Musiala     |       | 60' |
| CF                | 7  | Serge Gnabry      |       | 78' |
| CF                | 17 | Sadio Mané        |       |     |
| Cserék:           |    |                   |       |     |
| GK                | 26 | Sven Ulreich      |       |     |
| DF                | 4  | Matthijs de Ligt  |       | 78' |
| DF                | 23 | Tanguy Nianzou    |       |     |
| DF                | 40 | Noussair Mazraoui |       | 78' |
| DF                | 44 | Josip Stanišić    |       |     |
| MF                | 38 | Ryan Gravenberch  |       | 68' |
| FW                | 10 | Leroy Sané        | 87'   | 78' |
| FW                | 11 | Kingsley Coman    |       | 60' |
| FW                | 32 | Joshua Zirkzee    |       |     |
| Vezetőedző:       |    |                   |       |     |
| Julian Nagelsmann |    |                   |       |     |

| Játékvezető-asszisztens: Jan Neitzel-Petersen (Hamburg) René Rohde (Rostock) Negyedik játékvezető: Patrick Ittrich (Hamburg) Videóbíró: Benjamin Brand (Unterspiesheim) Videobíró asszisztense: Thomas Stein (Aschaffenburg) | Szabályok - 90 perc játékidő - Döntetlen esetén büntetőrúgások - Kilenc nevezhető cserejátékos, maximum öt cserelehetőség |

## Bajnokok ligája

### F csoport
| Hely. | Csapat            | M | Gy | D | V | G+ | G– | Gk  | P  | Továbbjutás                                      |  | RMA | RBL    | SHK | CEL    |
| ----- | ----------------- | - | -- | - | - | -- | -- | --- | -- | ------------------------------------------------ |  | --- | ------ | --- | ------ |
| 1.    | Real Madrid (T)   | 6 | 4  | 1 | 1 | 15 | 6  | +9  | 13 | Továbbjut a nyolcaddöntőbe                       |  | —   | 2–0    | 2–1 | 11.02. |
| 2.    | RB Leipzig (T)    | 6 | 4  | 0 | 2 | 13 | 9  | +4  | 12 | Továbbjut a nyolcaddöntőbe                       |  | 3–2 | —      | 1–4 | 3–1    |
| 3.    | Sahtar Doneck (K) | 6 | 1  | 3 | 2 | 8  | 10 | −2  | 6  | Átkerül az Európa-liga nyolcaddöntő rájátszásába |  | 1–1 | 11.02. | —   | 1–1    |
| 4.    | Celtic (K)        | 6 | 0  | 2 | 4 | 4  | 15 | −11 | 2  |                                                  |  | 0–3 | 0–2    | 1–1 | —      |

| 2022. szeptember 6. 21:00 |

| RB Leipzig  | 1–4               | Sahtar Doneck                       |
| ----------- | ----------------- | ----------------------------------- |
| Simakan 57' | (0–1) Jegyzőkönyv | Shved 16' 58' Mudryk 76' Traoré 85' |

| Red Bull Arena, Lipcse Nézőszám: 41 591 Játékvezető: João Pinheiro (portugál) |

| 2022. szeptember 14. 21:00 |

| Real Madrid                             | 2 – 0               | RB Leipzig                            |
| --------------------------------------- | ------------------- | ------------------------------------- |
| Valverde 80' Carvajal 84' Asensio 90+1' | (0 – 0) Jegyzőkönyv | 73' Haidara 82' Nkunku 90+1' Schlager |

| Santiago Bernabéu, Madrid Nézőszám: 54 289 Játékvezető: Maurizio Mariani (olasz) |

| 2022. október 5. 18:45 |

| RB Leipzig                          | 3 – 1               | Celtic               |
| ----------------------------------- | ------------------- | -------------------- |
| Nkunku 27' Kampl 54' Silva 64', 77' | (1 – 0) Jegyzőkönyv | 47' Jota 59' O'Riley |

| Red Bull Arena, Lipcse Nézőszám: 45 228 Játékvezető: Espen Eskås (norvég) |

| 2022. október 11. 21:00 (20:00 BST) |

| Celtic                     | –           | RB Leipzig              |
| -------------------------- | ----------- | ----------------------- |
| Hatate 34' Juranović 90+1' | Jegyzőkönyv | 75' Werner 84' Forsberg |

| Celtic Park, Glasgow Nézőszám: 57 565 Játékvezető: Halil Umut Meler (török) |

| 2022. október 25. 21:00 |

| RB Leipzig                         | 3 – 2               | Real Madrid                                       |
| ---------------------------------- | ------------------- | ------------------------------------------------- |
| Gvardiol 13' Nkunku 18' Werner 81' | (2 – 1) Jegyzőkönyv | 44' Vinícius 49' Vázquez 90+3' (11-esből) Rodrygo |

| Red Bull Arena, Lipcse Nézőszám: 45 228 Játékvezető: Daniele Orsato (olasz) |

| 2022. november 2. 18:45 |

| Sahtar Doneck                                 | 0 – 4               | RB Leipzig                                     |
| --------------------------------------------- | ------------------- | ---------------------------------------------- |
| Mikhajlicsenko 24' Lucas Taylor 66' Sikan 89' | (0 – 1) Jegyzőkönyv | 10' Nkunku 10' Silva Szoboszlai 62' Bondar 68' |

| Stadion Wojska Polskiego, Varsó, Lengyelország Nézőszám: 26 045 Játékvezető: Michael Oliver (angol) |

### Nyolcaddöntők
| 2023. február 22. 21:00 |

| RB Leipzig   | 1–1               | Manchester City |
| ------------ | ----------------- | --------------- |
| Gvardiol 70' | (0–1) Jegyzőkönyv | Mahrez 27'      |

| Red Bull Arena, Lipcse Játékvezető: Serdar Gözübüyük (holland) |

| 2023. március 14. 21:00 (20:00 GMT) |

| Manchester City                                                       | 7–0               | RB Leipzig |
| --------------------------------------------------------------------- | ----------------- | ---------- |
| Haaland 22' (11-esből) 24' 45+2' 53' 57' Gündoğan 49' De Bruyne 90+2' | (3–0) Jegyzőkönyv |            |

| City of Manchester Stadion, Manchester Játékvezető: Slavko Vinčić (szlovén) |

## Statisztika
Legutóbb frissítve: 2022. október 25-én lett.
| Kiírás           | Statisztikák | Statisztikák | Statisztikák | Statisztikák | Statisztikák | Statisztikák | Statisztikák | Kezdő forduló/ helyezés} | Végső forduló/ helyezés | Mérkőzések dátumai  | Mérkőzések dátumai | Mérkőzések dátumai             |                  |
| Kiírás           | M            | GY           | D            | V            | LG–KG        | GK           | Gy %         | Kezdő forduló/ helyezés} | Végső forduló/ helyezés | Első                | Utolsó             | Következő                      |                  |
| ---------------- | ------------ | ------------ | ------------ | ------------ | ------------ | ------------ | ------------ | ------------------------ | ----------------------- | ------------------- | ------------------ | ------------------------------ | ---------------- |
| Bundesliga       | 11           | 4            | 04           | 03           | 20 – 18      | +2           | 36.36%       | 10.                      |                         | 2022. augusztus 7.  | 2023. május 27.    | 2022. október 29.              |                  |
| Német kupa       | 02           | 02           | 0            | 0            | 12 – 0       | +12          | 100.00%      | Első kör                 |                         | 2022. augusztus 30. | -                  | 2023. január 31. – február 08. |                  |
| Német szuperkupa | 01           | 0            | 0            | 01           | 3 – 5        | −2           | 0.00%        | Döntős                   | Döntős                  | Döntős              | 2022. július 30.   | 2022. július 30.               | 2022. július 30. |
| Bajnokok ligája  | 05           | 03           | 0            | 02           | 9 – 9        | +0           | 60.00%       | (csoportkör)             |                         | 2022. szeptember 6. | -                  | 2022. november 2.              |                  |
| Összesen         | 19           | 09           | 04           | 06           | 44 – 32      | '+12         | 47.37%       | –                        | –                       | –                   | –                  | –                              |                  |

| Összesen | Összesen | Összesen | Összesen | Összesen | Összesen | Összesen | Otthon | Otthon | Otthon | Otthon | Otthon | Otthon | Otthon | Idegenben | Idegenben | Idegenben | Idegenben | Idegenben | Idegenben | Idegenben |
| M        | GY       | D        | V        | LG–KG    | GK       | P        | M      | GY     | D      | V      | LG–KG  | GK     | P      | M         | GY        | D         | V         | LG–KG     | GK        | P         |
| -------- | -------- | -------- | -------- | -------- | -------- | -------- | ------ | ------ | ------ | ------ | ------ | ------ | ------ | --------- | --------- | --------- | --------- | --------- | --------- | --------- |
| 8        | 3        | 2        | 3        | 13 – 12  | +1       | 11       | 4      | 3      | 1      | 0      | 11 – 2 | +9     | 10     | 4         | 0         | 1         | 3         | 2 – 10    | –8        | 2         |

### Helyezések fordulónként
| Forduló  | 1  | 2  | 3  | 4  | 5  | 6  | 7  | 8  | 9  | 10 | 11 | 12 | 13 | 14 | 15 | 16 | 17 | 18 | 19 | 20 | 21 | 22 | 23 | 24 | 25 | 26 | 27 | 28 | 29 | 30 | 31 | 32 | 33 | 34 |
| -------- | -- | -- | -- | -- | -- | -- | -- | -- | -- | -- | -- | -- | -- | -- | -- | -- | -- | -- | -- | -- | -- | -- | -- | -- | -- | -- | -- | -- | -- | -- | -- | -- | -- | -- |
| Helyszín | I  | O  | I  | O  | I  | O  | I  | O  | I  | O  | I  | O  | I  | O  | I  | O  | I  | O  | I  | O  | I  | O  | I  | O  | I  | O  | I  | O  | I  | O  | I  | O  | I  | O  |
| Eredmény | D  | D  | V  | GY | V  | GY | V  | GY | D  | GY |    |    |    |    |    |    |    |    |    |    |    |    |    |    |    |    |    |    |    |    |    |    |    |    |
| Helyezés | 10 | 11 | 11 | 9  | 11 | 10 | 12 | 11 | 11 |    |    |    |    |    |    |    |    |    |    |    |    |    |    |    |    |    |    |    |    |    |    |    |    |    |

Helyszín: O = Otthon; I = Idegenben. Eredmény: GY = Győzelem; D = Döntetlen; V = Vereség.

### Keret statisztika
Legutóbb frissítve: 2022. október 05-én lett.
| Mezszám                         | Poszt | Név                | Bundesliga    | Bundesliga | Német kupa (DFB-Pokal) | Német kupa (DFB-Pokal) | Német szuperkupa (DFL-Supercup) | Német szuperkupa (DFL-Supercup) | Bajnokok Ligája | Bajnokok Ligája | Összesen      | Összesen |
| Mezszám                         | Poszt | Név                | Pályára lépés | Gól        | Pályára lépés          | Gól                    | Pályára lépés                   | Gól                             | Pályára lépés   | Gól             | Pályára lépés | Gól      |
| ------------------------------- | ----- | ------------------ | ------------- | ---------- | ---------------------- | ---------------------- | ------------------------------- | ------------------------------- | --------------- | --------------- | ------------- | -------- |
| 1                               | GK    | Gulácsi Péter      | 6             | 0          | 0                      | 0                      | 1                               | 0                               | 3               | 0               | 10            | 0        |
| 2                               | DF    | Mohamed Simakan    | 7             | 0          | 1                      | 0                      | 1                               | 0                               | 3               | 1               | 12            | 1        |
| 4                               | DF    | Willi Orbán        | 8             | 2          | 1                      | 0                      | 1                               | 0                               | 3               | 0               | 13            | 2        |
| 7                               | MF    | Dani Olmo          | 5             | 0          | 1                      | 1                      | 1                               | 1                               | 0               | 0               | 7             | 2        |
| 8                               | MF    | Amadou Haidara     | 7             | 1          | 1                      | 0                      | 1                               | 0                               | 3               | 0               | 12            | 1        |
| 9                               | FW    | Yussuf Poulsen     | 1             | 0          | 0                      | 0                      | 0                               | 0                               | 2               | 0               | 3             | 0        |
| 10                              | FW    | Emil Forsberg      | 6             | 0          | 1                      | 1                      | 1                               | 0                               | 3               | 0               | 11            | 1        |
| 11                              | FW    | Timo Werner        | 7             | 3          | 1                      | 3                      | 0                               | 0                               | 3               | 0               | 11            | 6        |
| 16                              | DF    | Lukas Klostermann  | 1             | 0          | 0                      | 0                      | 1                               | 0                               | 0               | 0               | 2             | 0        |
| 17                              | MF    | Szoboszlai Dominik | 6             | 1          | 1                      | 0                      | 1                               | 0                               | 3               | 0               | 11            | 1        |
| 18                              | FW    | Christopher Nkunku | 8             | 6          | 1                      | 1                      | 1                               | 1                               | 3               | 1               | 13            | 9        |
| 19                              | FW    | André Silva        | 8             | 0          | 1                      | 2                      | 1                               | 0                               | 3               | 2               | 13            | 4        |
| 21                              | GK    | Janis Blaswich     | 2             | 0          | 1                      | 0                      | 0                               | 0                               | 1               | 0               | 4             | 0        |
| 22                              | DF    | David Raum         | 8             | 0          | 1                      | 0                      | 0                               | 0                               | 3               | 0               | 12            | 0        |
| 23                              | DF    | Marcel Halstenberg | 6             | 0          | 0                      | 0                      | 1                               | 1                               | 2               | 0               | 9             | 1        |
| 24                              | MF    | Xaver Schlager     | 4             | 0          | 1                      | 0                      | 0                               | 0                               | 3               | 0               | 8             | 0        |
| 25                              | DF    | Sanoussy Ba        | 0             | 0          | 1                      | 0                      | 0                               | 0                               | 0               | 0               | 1             | 0        |
| 27                              | MF    | Konrad Laimer      | 4             | 0          | 0                      | 0                      | 1                               | 0                               | 1               | 0               | 6             | 0        |
| 32                              | DF    | Joško Gvardiol     | 8             | 0          | 1                      | 0                      | 0                               | 0                               | 1               | 0               | 10            | 0        |
| 34                              | GK    | Jonas Nickisch     | 0             | 0          | 0                      | 0                      | 0                               | 0                               | 0               | 0               | 0             | 0        |
| 36                              | GK    | Timo Schlieck      | 0             | 0          | 0                      | 0                      | 0                               | 0                               | 0               | 0               | 0             | 0        |
| 37                              | DF    | Abdou Diallo       | 1             | 0          | 0                      | 0                      | 0                               | 0                               | 2               | 0               | 3             | 0        |
| 38                              | FW    | Hugo Novoa         | 4             | 0          | 1                      | 0                      | 1                               | 0                               | 0               | 0               | 6             | 0        |
| 39                              | DF    | Benjamin Henrichs  | 8             | 0          | 1                      | 0                      | 1                               | 0                               | 2               | 0               | 12            | 0        |
| 44                              | MF    | Kevin Kampl        | 8             | 0          | 0                      | 0                      | 1                               | 0                               | 2               | 0               | 11            | 0        |
| Már nem tagja az idei szezonnak |       |                    |               |            |                        |                        |                                 |                                 |                 |                 |               |          |
| 3                               | DF    | Angeliño           | 0             | 0          | 0                      | 0                      | 0                               | 0                               | 0               | 0               | 0             | 0        |
| 26                              | DF    | Ilaix Moriba       | 0             | 0          | 0                      | 0                      | 0                               | 0                               | 0               | 0               | 0             | 0        |
| 35                              | FW    | Alexander Sørloth  | 1             | 0          | 0                      | 0                      | 0                               | 0                               | 0               | 0               | 1             | 0        |
| 37                              | FW    | Ademola Lookman    | 0             | 0          | 0                      | 0                      | 0                               | 0                               | 0               | 0               | 0             | 0        |

### Góllövőlista
Legutóbb frissítve: 2022. szeptember 10-én lett.
| #        | Mezszám  | Poszt       | Nemzet   | Játékos neve       | Bundesliga | Német kupa | Német Szuperkupa | Bajnokok ligája | összesen |
| -------- | -------- | ----------- | -------- | ------------------ | ---------- | ---------- | ---------------- | --------------- | -------- |
| 1        | 18       | csatár      | francia  | Christopher Nkunku | 6          | 1          | 1                | 1               | 9        |
| 2        | 11       | csatár      | német    | Timo Werner        | 3          | 3          | 0                | 0               | 6        |
| 3        | 19       | csatár      | portugál | André Silva        | 0          | 2          | 0                | 2               | 4        |
| 4        | 4        | hátvéd      | magyar   | Willi Orbán        | 2          | 0          | 0                | 0               | 2        |
| 4        | 7        | középpályás | spanyol  | Dani Olmo          | 0          | 1          | 1                | 0               | 2        |
| 6        | 2        | középpályás | francia  | Mohamed Simakan    | 0          | 0          | 0                | 1               | 1        |
| 6        | 8        | középpályás | mali     | Amadou Haidara     | 1          | 0          | 0                | 0               | 1        |
| 6        | 10       | középpályás | svéd     | Emil Forsberg      | 0          | 1          | 0                | 0               | 1        |
| 6        | 17       | középpályás | magyar   | Szoboszlai Dominik | 1          | 0          | 0                | 0               | 1        |
| 6        | 23       | hátvéd      | német    | Marcel Halstenberg | 0          | 0          | 1                | 0               | 1        |
| Öngolok  | Öngolok  | Öngolok     | Öngolok  | Öngolok            | 0          | 0          | 0                | 0               | 0        |
| Összesen | Összesen | Összesen    | Összesen | Összesen           | 13         | 8          | 3                | 4               | 28       |